# Рів Авеса

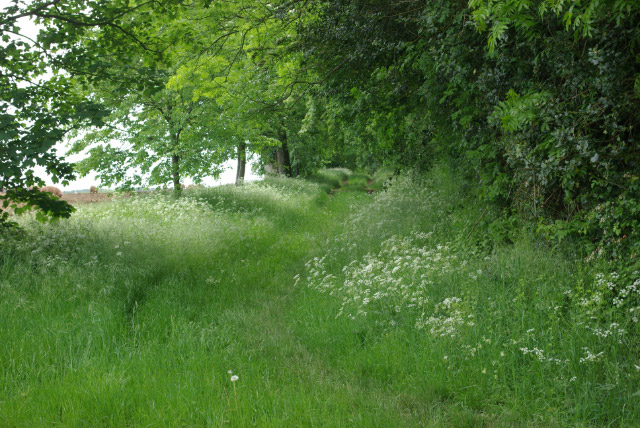

Рів Ейвз (також відомий як Попіловий вал або Ватл-вал) — це рів і вал залізної доби, що простягаються приблизно на 3 милі (4,8 км) на трасі з північного сходу на південний захід у районі Червелл графства Оксфордшир.
Колись вважалося, що це була римська дорога, але розкопки показали, що це межова дамба залізної доби, яку повторно використовували в англосаксонський період. Череп, знайдений у рові, датується англосаксонським періодом. Зараз він утворює межу між цивільними парафіями Ловер-Гейфорд і Міддлтон-Стоні.
Зауер та Ламбрік припустили, що рів Ейвс разом із Північно-Оксфордширським ровом Гріма та Південно-Оксфордширським ровом Гріма міг утворювати кордон між племенами залізної доби добуннів та катувеллаунів.